# Richtlinie 89/391/EWG (Arbeitsschutz-Rahmenrichtlinie)
Die Richtlinie 89/391/EWG (auch Arbeitsschutz-Rahmenrichtlinie oder Rahmenrichtlinie Arbeitsschutz) ist eine Europäische Rahmenrichtlinie, durch die Maßnahmen zur Verbesserung der Arbeitnehmer-Sicherheit und des Gesundheitsschutzes bei der Arbeit definiert werden. Durch die festgelegten Pflichten sowohl für Arbeitgeber als auch für Arbeitnehmer soll die Zahl der Arbeitsunfälle und der berufsbedingten Erkrankungen verringert werden.

## Anwendung
Die Richtlinie 89/391/EG gilt für alle öffentlichen und privaten Tätigkeitsbereiche und schließt u. a. gewerbliche, landwirtschaftliche, kaufmännische, verwaltungs-, dienstleistungs- oder ausbildungsbezogene, kulturelle und Freizeittätigkeiten mit ein. Die Richtlinie gilt nicht für spezifische Tätigkeiten im öffentlichen Dienst, wie für die Polizei, die Streitkräfte oder den Katastrophenschutz.
Arbeitgeber sind verpflichtet, für Gesundheitsschutz und Sicherheit von Arbeitnehmer zu sorgen. Dazu sollen Risiken evaluiert und vermieden werden oder geeignete Schutzmaßnahmen und ein umfassendes Sicherheitskonzept erstellen werden, über die Arbeitnehmer entsprechend unterwiesen werden müssen. Dies beinhaltet die Pflicht, den Arbeitnehmern bzw. deren Vertretern alle relevanten Informationen zu möglichen Gefahren für Gesundheit und Sicherheit sowie über geeignete Maßnahmen zur Verhütung dieser Gefahren zur Verfügung zu stellen. Es ist ein Verantwortlicher für die Vermeidung von Gefahren am Arbeitsplatz zu ernennen; zudem sind geeignete Erste Hilfe-Maßnahmen sowie Maßnahmen zur Brandbekämpfung und Evakuierung zu treffen. Der Arbeitgeber wird außerdem dazu verpflichtet, Arbeitnehmer und/oder deren Vertreter in die Diskussionen hinsichtlich Gesundheitsschutz und Sicherheit bei der Arbeit einzubeziehen und jedem Mitarbeiter eine seinem Arbeitsplatz entsprechende Unterweisung im Bereich Gesundheitsschutz und Sicherheit zu vermitteln. Arbeitnehmer, die besonders gefährdet sind (z. B. Schwangere), müssen speziell geschützt werden.
Arbeitnehmer sind verpflichtet innerhalb ihrer Möglichkeiten für die eigene Sicherheit und Gesundheit sowie für die Sicherheit und Gesundheit von Kollegen Sorge zu tragen.
Nach Inkrafttreten wurde diese Richtlinie durch die Verordnung (EG) Nr. 1882/2003, Verordnung (EG) Nr. 30/2007, und zuletzt durch die Verordnung (EG) Nr. 1137/2008 geändert.

## Weitere Einzelrichtlinien
Gemäß Artikels 16(1) der Richtlinie 89/391/EWG erlässt der Rat auf dieser Richtlinie basierende Einzelrichtlinien, die sich auf die Bereiche Arbeitsmittel, persönliche Schutzausrüstungen, Arbeiten mit Bildschirmgeräten, die Handhabung schwerer Lasten, die Gefährdungen der Lendenwirbelsäule mit sich bringen, Baustellen und Wanderbaustellen, Fischerei und Landwirtschaft beziehen. Dabei gelten die Bestimmungen dieser Richtlinie uneingeschränkt für alle Bereiche, die von den Einzelrichtlinien abgedeckt werden. Insofern ersetzen die Einzelrichtlinien nicht die Richtlinie 89/391/EWG, sondern ergänzen diese, wobei strengere bzw. spezifische Bestimmungen in den Einzelrichtlinien Vorrang haben.
| Nummer | Einzelrichtlinie                                         | Gebiet                                                                                        |
| ------ | -------------------------------------------------------- | --------------------------------------------------------------------------------------------- |
| 1.     | Richtlinie 89/654/EWG                                    | Arbeitsstätten                                                                                |
| 2.     | Richtlinie 89/655/EWG, ers. durch Richtlinie 2009/104/EG | Arbeitsmittel                                                                                 |
| 3.     | Richtlinie 89/656/EWG                                    | Persönliche Schutzausrüstung                                                                  |
| 4.     | Richtlinie 90/269/EWG                                    | Handhabung schwerer Lasten, die Gefährdungen der Lendenwirbelsäule mit sich bringen           |
| 5.     | Richtlinie 90/270/EWG                                    | Bildschirmarbeitsgeräte                                                                       |
| 6.     | Richtlinie 90/934/EWG, ers. durch Richtlinie 2004/37/EG  | CMR-Stoffe                                                                                    |
| 7.     | Richtlinie 90/679/EWG, ers. durch Richtlinie 2000/54/EG  | Biologische Arbeitsstoffe                                                                     |
| 8.     | Richtlinie 92/57/EWG                                     | Baustellen und Wanderbaustellen                                                               |
| 9.     | Richtlinie 92/58/EWG                                     | Sicherheits- und/oder Gesundheitsschutzkennzeichnung                                          |
| 10.    | Richtlinie 92/85/EWG                                     | Mutterschutz                                                                                  |
| 11.    | Richtlinie 92/91/EWG                                     | Arbeit beim Bohren von Mineralien                                                             |
| 12.    | Richtlinie 92/104/EWG                                    | Arbeit in mineralgewinnenden Betrieben                                                        |
| 13.    | Richtlinie 93/103/EWG                                    | Arbeit an Bord von Fischereifahrzeugen                                                        |
| 14.    | Richtlinie 98/24/EG                                      | Arbeit mit chemischen Stoffen                                                                 |
| 15.    | Richtlinie 1999/92/EG                                    | Arbeitnehmer, die durch explosionsfähige Atmosphären gefährdet werden können                  |
| 16.    | Richtlinie 2002/44/EG                                    | Arbeitnehmer, die physikalischen Einwirkungen (Vibrationen) ausgesetzt sind                   |
| 17.    | Richtlinie 2003/10/EG                                    | Arbeitnehmer, die physikalischen Einwirkungen (Lärm) ausgesetzt sind                          |
| 18.    | Richtlinie 2004/40/EG, aufg. durch Richtlinie 2013/35/EU | Arbeitnehmer, die physikalischen Einwirkungen (elektromagnetische Felder) ausgesetzt sind     |
| 19.    | Richtlinie 2006/25/EG                                    | Arbeitnehmer, die physikalischen Einwirkungen (künstliche optische Strahlung) ausgesetzt sind |
| 20.    | Richtlinie 2013/35/EU                                    | Arbeitnehmer, die physikalischen Einwirkungen (elektromagnetische Felder) ausgesetzt sind     |

## Aufbau der Richtlinie 89/391/EWG
- ABSCHNITT I ALLGEMEINE BESTIMMUNGEN
  - Artikel 1 Ziel der Richtlinie
  - Artikel 2 Anwendungsbereich
  - Artikel 3 Definitionen
  - Artikel 4
- ABSCHNITT II PFLICHTEN DER ARBEITGEBER
  - Artikel 5 Allgemeine Vorschrift
  - Artikel 6 Allgemeine Pflichten des Arbeitgebers
  - Artikel 7 Mit Schutzmaßnahmen und Maßnahmen zur Gefahrenverhütung beauftragte Dienste
  - Artikel 8 Erste Hilfe, Brandbekämpfung, Evakuierung der Arbeitnehmer, ernste und unmittelbare Gefahren
  - Artikel 9 Sonstige Pflichten des Arbeitgebers
  - Artikel 10 Unterrichtung der Arbeitnehmer
  - Artikel 11 Anhörung und Beteiligung der Arbeitnehmer
  - Artikel 12 Unterweisung der Arbeitnehmer
- ABSCHNITT III PFLICHTEN DES ARBEITNEHMERS
  - Artikel 13
- ABSCHNITT IV SONSTIGE BESTIMMUNGEN
  - Artikel 14 Präventivmedizinische Überwachung
  - Artikel 15 Risikogruppen
  - Artikel 16 Einzelrichtlinien – Änderungen
  - Artikel 17 Ausschuß
  - Artikel 18 Schlußbestimmungen
  - Artikel 19
- ANHANG Liste der von Artikel 16 Absatz 1 erfassten Bereiche – Arbeitsstätten